# Командний чемпіонат Радянського Союзу зі спідвею
Командний чемпіонат СРСР зі спідвею — Чемпіонат радянської першості зі спідвею, що проводились на класичних трасах. Організовувався з 1962 по 1992 рік (у 1992 році як командний чемпіонат СНД).